# Duns Castle
Duns Castle, Duns, Berwickshire er et historic house eller slot i Skotland, hvoraf den ældste del er et stort normannisk keep eller beboelsestårn, der angiveligt stammer fra 1320. Slottet og størstedelen af bygningerne på ejendommen er scheduled ancient monument.